# Соба са пет зидова
„Соба са пет зидова” је југословенски ТВ филм из 1975. године. Режирао га је Славољуб Стефановић Раваси а сценарио је написао Миленко Вучетић.

## Улоге
| Глумац                  | Улога                      |
| ----------------------- | -------------------------- |
| Милан Срдоч             | Раде, болесник у болници   |
| Мира Бањац              | Станка, жена Радетова      |
| Олга Савић              | Момирова жена              |
| Зорица Шумадинац        | Медицинска сестра          |
| Божидар Павићевић Лонга | Паја, бравар у болници     |
| Власта Велисављевић     | Доктор                     |
| Михајло Викторовић      | Болесник                   |
| Душан Булајић           | Момир, непокретан болесник |